# Inconsolable
Inconsolable è un brano della band statunitense Backstreet Boys, estratto il 30 agosto 2007 come primo singolo dal loro sesto album Unbreakable e presente in anteprima nelle radio statunitensi dal 7 agosto 2007.

## Il brano
Scritto e prodotto da Emanuel Kiriakou e co-scritto da Lindy Robbins e Jess Cates è una Power ballad con pianoforte, archi e chitarre e con profonde armonie vocali. Si tratta inoltre del primo singolo senza la partecipazione di Kevin Richardson, dopo aver lasciato il gruppo nel 2006. 
 Inconsolable  raggiunse la posizione #2 nella classifica italiana FIMI, la più alta posizione ottenuta rispetto a tutte le altre classifiche internazionali.

## Video
Il video fu girato a Venice Beach in California, nel mese di agosto 2007 e diretto dal regista Ray Kay. Pubblicato su Yahoo! Music il 14 settembre 2007, raggiunse la posizione numero 4 nella Top 100 dei video di Yahoo! Canada e alla #38 nella Top 100 dei video di Yahoo.com. Nel video, Nick è sdraiato sulla spiaggia, Brian si trova in una casa e guarda l'esterno, Howie sta di spalle ad un muro davanti alla spiaggia, ed AJ guida la sua auto, richiamando il video di Incomplete. Nel ritornello e nel finale i quattro cantanti cantano insieme camminando verso l'oceano sul molo di Venice Beach, mentre il sole irrompe e illumina i loro volti.

## Lista tracce
UK CD1
1. "Inconsolable" (Album Version) - 3:36
2. "Close My Eyes" - 4:06

UK CD2
1. "Inconsolable" (Album Version) - 3:36
2. "Inconsolable" (Jason Nevins Remix) - 4:14
3. "Inconsolable" (Soul Seekerz Remix) - 5:49
4. "Inconsolable" (Eazy Remix) - 6:08
5. "Inconsolable" (Video) - 3:43

## Classifiche

### Classifiche settimanali
| Classifica (2007)                       | Posizione più alta |
| --------------------------------------- | ------------------ |
| Australia (ARIA Charts)                 | 43                 |
| Austria (Ö3 Austria Top 40)             | 31                 |
| Belgio (Fiandre) (Ultratop)             | 6                  |
| Belgio (Vallonia) (Ultratop)            | 9                  |
| Canada (Billboard)                      | 68                 |
| Eurochart Hot 100 Singles               | 21                 |
| Germania (Offizielle Top 100)           | 17                 |
| Irlanda (IRMA)                          | 36                 |
| Italia (FIMI)                           | 2                  |
| Paesi Bassi (Single Top 100)            | 38                 |
| Portogallo Singles Chart                | 35                 |
| Regno Unito (Official Charts Company)   | 24                 |
| Slovacchia (Rádio Top 100)              | 23                 |
| Svezia (Sverigetopplistan)              | 22                 |
| Svizzera (Schweizer Hitparade)          | 8                  |
| USA Billboard Hot 100                   | 86                 |
| USA Hot Adult Contemporary (Billboard)  | 21                 |
| USA Adult Mainstream Top 40 (Billboard) | 34                 |

### Classifica annuale
| Paese (2007)  | Posizione più alta |
| ------------- | ------------------ |
| Italia (FIMI) | 23                 |